# Ignacij Kralj
Ignacij Kralj, slovenski rimskokatoliški duhovnik, * 13. september 1865, Dornberk, † 25. julij 1895, Gorica. 

## Življenjepis
Ignacij Kralj je ljudsko šolo obiskoval v Dornberku, nato je hodil na goriško gimnazijo (1877–1885) in bogoslovje, v duhovnika je bil posvečen leta 1890. Najprej je bil eno leto kaplan v Biljani, nato prefekt v goriškem deškem semenišču, kjer je 1892 zbolel za tuberkulozo. Že v gimnaziji, še bolj pa v bogoslovju, se je učil slovanskih jezikov, francoščine in angleščine in po Mahničevih navodilih prebiral modroslovne, apologetične in zgodovinske knjige ter se vadil v pisanju. Objavil razpravo Slovenski roman, kjer v 1. delu piše o važnosti leposlovja, njega smotrnosti in o vrstah romana, v 2. delu pa analizira Jurčiča, ki ga kot pisatelja priznava le toliko, »kolikor je v njem pristnega idealizma in lepega realizma.«